# Despotovich László
Despotovich László (Bosakov, 1654. január 6. – Zágráb, 1705. november 24.) jezsuita rendi pap.

## Élete
Nemes családból származott; 1664-ben lépett a rendbe, Grazban végezte a teológiát és öt évig Zágrábban és 1674-ben a Nagyszombati Egyetemen tanított, azután hat évig hitszónok volt Zágrábban, ahol később a papnevelő igazgatójának nevezték ki.

## Munkái
- Panegyris Pro Funere… Comitis Emerici Erdődy… Tavern. Reg. per Hung. Magistri… dicta. Tyrnaviae, 1690.
- Panegyris Virtuti, et Merito Viri Heroici, Generosi Domini Michaelis Vidakovich Sacrae Caesareae Regiaeque Majestatis Partium Neo-Reoccupatarum Novij et Zrinii Capitanei et Comendantis, Pro Funere Dicatus et dictus… Die 21. Febr. 1695. Zagrabiae.